# Bob Orton Jr.
Robert Keith Orton Jr. (ur. 10 listopada 1950 w Kansas City, Missouri) – amerykański wrestler oraz menedżer wrestlingowy. Członek galerii sław WWE Hall of Fame.

## Kariera

### Początki w wrestlingu i różne federacje (1972 – 1984)
Trenowany przez Hiro Matsudę, zadebiutował w wieku 22 lat, 23 sierpnia 1972 w promocji Championship Wrestling from Florida jako Young Mr. Wrestling w tag teamie u boku swojego ojca Boba Ortona Sr. Bob Orton Jr. był jednym z pierwszych zawodników wykonujących superplex jako finisher walk. Na początku drugiej połowy lat 70. występował w American Wrestling Association (AWA) gdzie rywalizował z Gregiem Gagne. W latach 1980–1982 występował w National Wrestling Alliance (NWA) w gimmicku kowboja, gdzie zdobył renomę dzięki prowadzonym rywalizacjom. W 1982 podpisał kontrakt z World Wrestling Federation (WWF) gdzie prowadził feud z Bobem Backlundem o WWF Heavyweight Championship, jednak nigdy go nie zdobył odchodząc z federacji jeszcze w tym samym roku i powracając na terytorium NWA. Od 1982 do 1984 był zawodnikiem NWA gdzie rywalizował z Rickiem Flairem i Harley Racem.

### World Wrestling Federation, New Japan Pro-Wrestling, World Championship Wrestling i scena niezależna (1984 – 1999)
W marcu 1984 ponownie dołączył do rosteru World Wrestling Federation. Początkowo odgrywał postać ochroniarza Roddy’ego Pipera o imieniu „Ace” Orton. Później do jego gimmicku dołączono noszenie przez Ortona opatrunku gipsowego na przedramieniu co było włączeniem w storyline prawdziwego złamania jakiego nabawił się podczas walki z Jimmym Snuką, z którym prowadził rywalizację.
Podczas pierwszej gali WrestleMania I, która odbyła się 31 marca 1985 w hali Madison Square Garden został menedżerem Roddy’ego Pipera oraz Paula Orndorffa prowadząc ich podczas walki wieczoru tej gali przeciwko drużynie Hulk Hogan i Mr. T. W 1986 występował jako „Boxing” Bob i „Battling” Bob rywalizując z Mr. T w programach spod znaku Saturday Night’s Main Event oraz został menedżerem Adriana Adonisa. Następnie utworzył tag team z The Magnificent Muraco, a z kolei ich menedżerem został Mr. Fuji. Na początku listopada 1987 został zwolniony z WWF. W 1989 i 1990 pojawiał się jeszcze w WWF jednak tylko na pojedyncze walki.
W 1988 zaczął występy dla japońskiej New Japan Pro-Wrestling u boku swojego brata Barry’ego jako tag team Gaspar Brothers – wtedy też przyjął nowy pseudonim ringowy jako Billy Gaspar. Orton wraz ze swoim bratem prowadzili rywalizacje z takimi japońskimi zawodnikami jak Nobuhiko Takada, Antonio Inoki, Kuniaki Kobayashi, Riki Choshu, Osamu Kido, Yoshiaki Fujiwara oraz Hiro Saito. Pod koniec marca 1989 zadebiutował w World Championship Wrestling jednak jeszcze w tym samym roku opuścił federację.
Od 1990 występował na scenie niezależnej m.in. w Universal Wrestling Federation, Smoky Mountain Wrestling (federacji Jima Cornette’a) oraz szeregu innych mniejszych promocji do 1999 kiedy przeszedł na częściową emeryturę od wrestlingu.

### World Wrestling Entertainment oraz scena niezależna (2005 – obecnie)
Na początku lutego 2005 WWE ogłosiła dodanie Boba Ortona Jr. do galerii sław WWE Hall of Fame. Został wprowadzony 2 kwietnia 2005 przez swojego syna Randy’ego Ortona. W tym samym czasie występował jako menedżer swojego syna w jego rywalizacji z The Undertakerem. U boku swojego syna Randy’ego występował w WWE do połowy lutego 2006 kiedy został zwolniony z federacji.
W 2009 powrócił do nieregularnych występów na scenie niezależnej. W kolejnych latach toczył walki z Jimmym Snuką czy Tomem Prichardem. W latach 2010, 2012 i 2017 pojawiał się okresowo w WWE u boku swojego syna Randy’ego w odcinkach specjalnych WWE Raw lub u boku innych byłych gwiazd WWE.

### Tytuły i osiągnięcia
- American Wrestling Federation

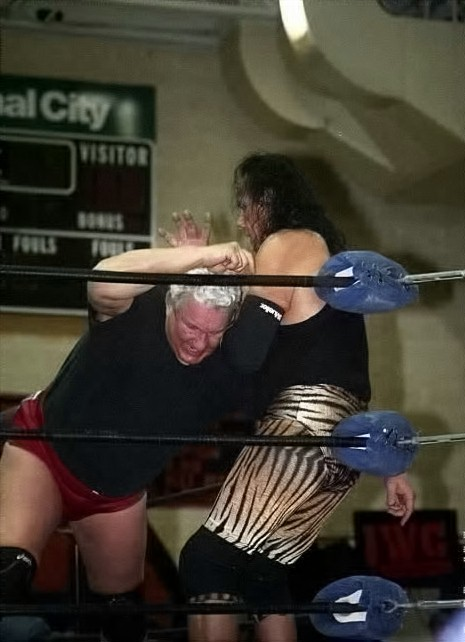

  - AWF Heavyweight Championship (1 raz)
- Cauliflower Alley Club
  - Family Award (2005) – z Barrym Ortonem i Bobem Ortonem Sr.
- Central States Wrestling Alliance
  - CSWA Heavyweight Championship (1 raz)
- Championship Wrestling from Florida
  - NWA Florida Heavyweight Championship (1 raz)
  - NWA Florida Tag Team Championship (3 razy) – z Bobem Ortonem Sr. (1 raz) i Bobem Roopem (2 razy)
- International Championship Wrestling
  - ICW Southeastern Heavyweight Championship (1 raz)
  - ICW Southeastern Tag Team Championship (3 razy) – z Barrym Ortonem (1 raz), Bobem Roopem (1 raz) i Tonym Petersem (1 raz)
  - ICW Television Championship (1 raz)
- Mid-Atlantic Championship Wrestling
  - NWA World Tag Team Championship (wersja Mid-Atlantic) (1 raz) – z Donem Kernodle
- Mid-South Sports/Georgia Championship Wrestling
  - NWA Georgia Junior Heavyweight Championship (1 raz)
  - NWA Georgia Tag Team Championship (2 razy) – z Dickiem Slaterem (1 raz) i Mr. Wrestling II (1 raz)
  - NWA Macon Tag Team Championship (1 raz) – z Dickiem Slaterem
- Mid-South Wrestling
  - Mid-South Mississippi Heavyweight Championship (1 raz)
- Midwest Powerhouse Wrestling
  - MPW Heavyweight Championship (1 raz)
- Powerhouse Championship Wrestling
  - PCW Heavyweight Championship (1 raz)
- Pro Wrestling Illustrated
  - Debiutant roku (1973) Tytuł dzierżony wspólnie z Tonym Gareą.
  - Sklasyfikowany na 121. miejscu wśród 500 najlepszych wrestlerów w zestawieniu „PWI Years” w 2003.
- Old School Wrestling Alliance
  - OSWA Heavyweight Championship (1 raz)
- Southern Illinois Championship Wrestling
  - SICW Tag Team Championship (1 raz) – z Tonym Atlasem
- Southeastern Championship Wrestling
  - CWF Tag Team Championship|NWA Southeastern Tag Team Championship (4 razy) – z Bobem Roopem (1 raz), Jerrym Blackwellem (1 raz) i Ronem Garvinem (2 razy)
- Universal Wrestling Federation
  - UWF Intercontinental Heavyweight Championship (1 raz)
  - UWF Southern States Championship (2 razy)
- World Wrestling Entertainment
  - WWE Hall of Fame (wprowadzony w 2005)
- Inne tytuły
  - VWS Television Championship (1 raz)
- Wrestling Observer Newsletter
  - Najmniejszy progres (1986)

## Życie prywatne
Jego ojciec – Bob Orton Sr. również był wrestlerem, podobnie jak jego brat Barry Orton oraz syn Randy.
Będąc nastolatkiem zdiagnozowano u niego wirusowe zapalenie wątroby typu C, jednak Orton nie wykazywał żadnych widocznych objawów choroby i później nie przypominał już sobie, że jest chory. Ponad 30 lat potem, w trakcie rywalizacji jego syna Randy’ego z The Undertakerem, Orton został ponownie przetestowany i potwierdzono, że nadal jest nosicielem choroby. Undertaker był wściekły, że nie został poinformowany o chorobie Ortona i dowiedział się, że były szef ds. relacji z talentami – John Laurinaitis (który wiedział o chorobie Ortona), pozwolił Bobowi Ortowi Jr. występować podczas show oraz w pewnym momencie występów (podczas walki na gali w Hell in a Cell matchu na gali Armageddon (2005)), Bob Orton Jr. wylał na The Undertakera swoją krew, co mogło spowodować u niego zarażenie wirusowym zapaleniem wątroby typu C – był to jeden z powodów zwolnienia Boba Ortona Jr. z federacji WWE.
W 1968 poślubił Elaine, z którą doczekał się trójki dzieci (dwóch synów i córkę): Randy’ego, który jest utytułowanym wrestlerem i zawodnikiem WWE, Nathana (komika i stand-upera) oraz córkę Becky.
W 1986 był uczestnikiem incydentu, do którego doszło w jednym z hoteli w miejscowości Fresno w Kalifornii. Orton został trzykrotnie potraktowany policyjnym taserem, ze względu na zakłócanie miru domowego poprzez głośnie zachowanie – w tym tańczenie nago po pijanemu.
W jednym z odcinków programu WWE Confidential wyznał, że jego kontuzja przedramienia odniesiona w walce z Jimmym Snuką w 1985 nie była storyline’owym scenariuszem, a także stwierdził że do opuszczenia WWF w 1987 w całości nie wyleczył tego urazu i do tego momentu stale nosił opatrunek gipsowy na przedramieniu – sytuację tę wykorzystano również jako część wrestlingowego kayfabe.